# 犬身
『犬身』（けんしん）は、日本の小説家松浦理英子による小説。
株式会社パブリッシングリンクが提供する電子書籍配信サービス "Timebook Town" 上に2004年4月から2007年6月まで連載される。単行本は、2007年10月5日に朝日新聞社より刊行された。単行本の装幀は、ミルキィ・イソベによる。第59回（2007年度）読売文学賞小説賞を受賞している。第7回（2007年度）センス・オブ・ジェンダー賞大賞に選出されたが、辞退している。文庫版は、2010年9月7日に朝日文庫より刊行された。
著者の松浦は、「犬好きの人はなぜ犬を愛するのか。犬はなぜ人を慕うのか。言葉も交わせないのに、そこには確実な愛情関係がある。性的欲求とは別の、愛情と、皮膚感覚の官能的な喜びを描けるのではないかと考えました」と述べている。

## あらすじ
3年ほど前に狗児市にやってきた八束房恵は、『犬の眼』という名前のタウン誌の編集者として働いている。房恵は、犬をこよなく愛するあまり、「犬になりたい」という願望をもっており、自分は、身体が人間で魂は犬という「種同一性障害」であると考えている。房恵は、自分の愛犬が怪我をすることより、他人が怪我をすることを選ぶ陶芸家、玉石梓に強い好意を感じ、やがて彼女の犬になりたい、と思うようになる。そして、房恵は、バー「天狼」のマスターであり魂のコレクターを自称する朱尾献と、死後に魂を譲り渡す契約を結び、オスの仔犬に変身を遂げ、梓にフサと名付けられ、彼女とともに暮らし始める。

## 主な登場人物
八束房恵
タウン誌『犬の眼』編集者。
久喜洋一
同編集長。
玉石梓
女性陶芸家。
朱尾献
バーのマスター。

## 書評
小説家の中沢けいは、「『柔らかくて激しい小説』などという言い回しは少し変かも知れない。しかし、そういう表現が可能だと思えるほど、この小説は豊かな広がりを持っている」と評価している。評論家の荻上チキは、「ジェンダーをめぐる問いを幾重も経由した果ての、再帰的な回答として提示された物語の重さがある」と評価している。小学館のサイト「小説丸」には、「遠く離れた世界の住人になれること、現実にはありえない出来事に素直に共感できること、どちらも小説を読む喜びを存分に味わえる作品」とする書店員による書評が掲載されている。